# Alpine Ski-Juniorenweltmeisterschaften 2001
Die 20. Alpinen Ski-Juniorenweltmeisterschaften fanden vom 5. bis 10. Februar 2001 in Verbier im Kanton Wallis in der Schweiz statt.

## Männer

### Abfahrt
| Platz | Land | Sportler             | Zeit (min) |
| ----- | ---- | -------------------- | ---------- |
| 1     | AUT  | Thomas Graggaber     | 1:30,23    |
| 2     | SUI  | Silvan Zurbriggen    | 1:31,32    |
| 3     | AUT  | Christoph Kornberger | 1:31,49    |
| 4     | CAN  | Jan Hudec            | 1:31,58    |
| 4     | FRA  | Johan Clarey         | 1:31,58    |
| 6     | AUT  | Peter Struger        | 1:31,66    |

Datum: 5. Februar

### Super-G
| Platz | Land | Sportler              | Zeit (min) |
| ----- | ---- | --------------------- | ---------- |
| 1     | AUT  | Christoph Kornberger  | 1:28,17    |
| 2     | AUT  | Peter Struger         | 1:29,00    |
| 3     | FRA  | Gauthier de Tessières | 1:29,58    |
| 4     | CAN  | Julien Cousineau      | 1:29,63    |
| 5     | AUT  | Thomas Graggaber      | 1:29,74    |
| 6     | AUT  | Georg Streitberger    | 1:29,75    |

Datum: 7. Februar

### Riesenslalom
| Platz | Land | Sportler              | Zeit (min) |
| ----- | ---- | --------------------- | ---------- |
| 1     | AUT  | Hannes Reiter         | 2:08,79    |
| 2     | AUT  | Hans Grugger          | 2:08,86    |
| 3     | ITA  | Peter Fill            | 2:08,92    |
| 4     | AUT  | Patrick Bechter       | 2:08,98    |
| 5     | AUT  | Thomas Graggaber      | 2:09,30    |
| 6     | ITA  | Alberto Schieppati    | 2:09,32    |
| 6     | FRA  | Gauthier de Tessières | 2:09,32    |

Datum: 8. Februar

### Slalom
| Platz | Land | Sportler         | Zeit (min) |
| ----- | ---- | ---------------- | ---------- |
| 1     | GER  | Stefan Kogler    | 1:25,72    |
| 2     | ITA  | Roman Gröbmer    | 1:26,19    |
| 3     | ITA  | Cristian Deville | 1:26,37    |
| 4     | SUI  | Robi Perren      | 1:26,46    |
| 5     | CAN  | Ryan Semple      | 1:26,51    |
| 6     | JPN  | Akira Sasaki     | 1:26,52    |

Datum: 8. Februar

### Kombination
| Platz | Land | Sportler             | Punkte |
| ----- | ---- | -------------------- | ------ |
| 1     | AUT  | Patrick Bechter      | 40,53  |
| 2     | ITA  | Luca Tiezza          | 60,05  |
| 3     | AUT  | Christoph Kornberger | 65,46  |
| 4     | ITA  | Peter Fill           | 70,84  |
| 5     | FRA  | Johan Clarey         | 72,09  |
| 6     | USA  | Jake Zamansky        | 72,60  |

Datum: 5./8. Februar
Die Kombination bestand aus der Addition der Ergebnisse aus Abfahrt, Riesenslalom und Slalom.

## Frauen

### Abfahrt
| Platz | Land | Sportlerin           | Zeit (min) |
| ----- | ---- | -------------------- | ---------- |
| 1     | AUT  | Astrid Vierthaler    | 1:33,56    |
| 2     | AUT  | Maria Holaus         | 1:33,68    |
| 3     | GER  | Maria Riesch         | 1:34,29    |
| 4     | GER  | Isabelle Huber       | 1:34,45    |
| 5     | GER  | Sabrina Beer         | 1:34,52    |
| 6     | SUI  | Fränzi Aufdenblatten | 1:34,67    |

Datum: 6. Februar

### Super-G
| Platz | Land | Sportlerin             | Zeit (min) |
| ----- | ---- | ---------------------- | ---------- |
| 1     | AUT  | Kathrin Wilhelm        | 1:33,54    |
| 2     | GER  | Maria Riesch           | 1:33,75    |
| 3     | SUI  | Martina Schild         | 1:33,84    |
| 4     | ESP  | Carolina Ruiz Castillo | 1:33,90    |
| 5     | GER  | Christiane Bauer       | 1:33,98    |
| 6     | GER  | Kathrin Hölzl          | 1:34,34    |

Datum: 7. Februar

### Riesenslalom
| Platz | Land | Sportlerin             | Zeit (min) |
| ----- | ---- | ---------------------- | ---------- |
| 1     | SUI  | Fränzi Aufdenblatten   | 2:16,31    |
| 2     | CZE  | Lucie Hrstková         | 2:16,46    |
| 3     | ESP  | Carolina Ruiz Castillo | 2:16,63    |
| 4     | AUT  | Christine Sponring     | 2:17,41    |
| 5     | AUT  | Kathrin Wilhelm        | 2:17,51    |
| 6     | SLO  | Tina Maze              | 2:17,54    |

Datum: 10. Februar

### Slalom
| Platz | Land | Sportlerin         | Zeit (min) |
| ----- | ---- | ------------------ | ---------- |
| 1     | AUT  | Christine Sponring | 1:16,53    |
| 2     | SUI  | Maia Barmettler    | 1:19,40    |
| 3     | ITA  | Emma Pezzedi       | 1:19,53    |
| 4     | SLO  | Lea Dabič          | 1:19,70    |
| 5     | USA  | Lindsey Kildow     | 1:20,13    |
| 6     | SUI  | Cornelia Städler   | 1:20,56    |

Datum: 10. Februar

### Kombination
| Platz | Land | Sportlerin           | Punkte |
| ----- | ---- | -------------------- | ------ |
| 1     | GER  | Maria Riesch         | 68,33  |
| 2     | SUI  | Fränzi Aufdenblatten | 72,69  |
| 3     | USA  | Julia Mancuso        | 75,52  |
| 4     | SLO  | Lea Dabič            | 83,04  |
| 5     | GBR  | Chemmy Alcott        | 85,61  |
| 6     | AUT  | Nicole Hosp          | 86,83  |

Datum: 6./10. Februar
Die Kombination bestand aus der Addition der Ergebnisse aus Abfahrt, Riesenslalom und Slalom.

## Medaillenspiegel
| Platz | Land               | Gold | Silber | Bronze | Gesamt |
| ----- | ------------------ | ---- | ------ | ------ | ------ |
| 1     | Österreich         | 7    | 3      | 2      | 12     |
| 2     | Deutschland        | 2    | 1      | 1      | 4      |
| 3     | Schweiz            | 1    | 3      | 1      | 5      |
| 4     | Italien            | –    | 2      | 3      | 5      |
| 5     | Tschechien         | –    | 1      | –      | 1      |
| 6     | Frankreich         | –    | –      | 1      | 1      |
| 6     | Spanien            | –    | –      | 1      | 1      |
| 6     | Vereinigte Staaten | –    | –      | 1      | 1      |